# Vrouw met zwarte hoed
Vrouw met zwarte hoed is een schilderij van de Nederlandse kunstschilder Kees van Dongen uit Rotterdam.
Het is een portret in olieverf op doek schilderij van 100 x 81,5 cm. Het is gemaakt in 1908. Het bevindt zich in de Hermitage in Sint-Petersburg. Het toont een jonge vrouw met een grote zwarte hoed. Het kleurgebruik is intens, beïnvloed door het expressionisme, maar wel in een beperkt kleurenpalet van vooral groen en zwart, met rode accenten op de lippen en rond het gezicht. De compositie is sober, met simpele vormen en een spaarzaam gebruik van lijnen. Het portret heeft, als veel ander werk van Van Dongen, een duidelijk sensuele ondertoon.
Het schilderij was te zien op de tentoonstelling Matisse tot Malevich, Pioniers van de moderne kunst uit de Hermitage van 6 maart t/m 17 september 2010 in de Hermitage Amsterdam.